# Memorial Rik Van Steenbergen 2006
Il Memorial Rik Van Steenbergen 2006, sedicesima edizione della corsa, valido come evento dell'UCI Europe Tour 2006 categoria 1.1, si svolse il 6 settembre 2006 per un percorso di 200,4 km. Fu vinto dal belga Niko Eeckhout, che terminò la gara in 4h15'30" alla media di 47,06 km/h.
Dei 164 ciclisti alla partenza furono in 64 a portare a termine il percorso.

## Classifica (Top 10)
| Pos. | Corridore           | Squadra         | Tempo    |
| ---- | ------------------- | --------------- | -------- |
| 1    | Niko Eeckhout       | Choc. Jacques   | 4h15'30" |
| 2    | Robbie McEwen       | Davitamon-Lotto | s.t.     |
| 3    | Steffen Radochla    | Wiesenhof-AKUD  | s.t.     |
| 4    | Marco Zanotti       | Unibet.com      | s.t.     |
| 5    | Danilo Hondo        | Team Lamonta    | s.t.     |
| 6    | Hilton Clarke       | Navigators Ins. | s.t.     |
| 7    | Nick Nuyens         | Quick Step      | s.t.     |
| 8    | Bart Veyt           | Flanders        | s.t.     |
| 9    | Wouter Van Mechelen | Choc. Jacques   | s.t.     |
| 10   | Sven Vanthourenhout | Rabobank Cont.  | s.t.     |